# Diritti LGBT in Nepal

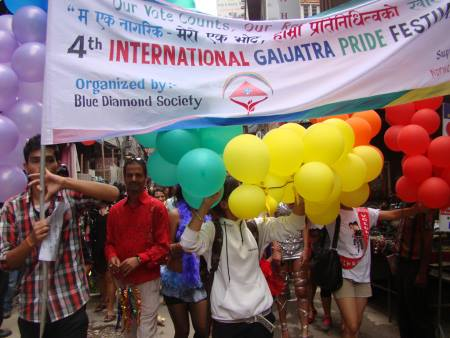
Il 4° Gay Pride svoltosi in Nepal, 2013.

Il Nepal è uno dei paesi centroasiatici più prolifici di attivisti gay impegnati: il governo, tra le varie disposizioni prese a seguito della caduta della monarchia nel 2007, ha anche legalizzato l'omosessualità. 
Sulla base di una sentenza della corte suprema della fine del 2008, si è legalizzato, nel 2023, il matrimonio tra persone dello stesso sesso: la nuova costituzione, in corso di elaborazione dal 2010, prevede sia il matrimonio gay sia la protezione delle minoranze sessuali.

## Diritto penale
Prima dell'avvento del sistema repubblicano democratico i rapporti omosessuali tra adulti consenzienti costituivano un crimine punibile con due anni di carcere; anche il travestitismo era illegale in quanto confliggeva con la legge contro l'immoralità pubblica.
Il 21 dicembre 2007 la Corte suprema ha stabilito che il nuovo governo democratico dovesse creare leggi a tutela delle persone LGBT, modificando il prima possibile quelle esistenti, equivalenti ad una vera e propria discriminazione.
Nonostante la loro massiccia partecipazione alle manifestazioni che fecero cadere la monarchia, i gruppi di attivisti gay si sono trovati del tutto ignorati dalla classe politica, tanto da rivolgersi direttamente alla magistratura per ottenere un'efficace protezione dei propri diritti. 
I media e l'opinione pubblica sono sempre più entrati in sintonia con le rivendicazioni della comunità omosessuale a seguito di un grave fatto di cronaca del 2008, quando un agente di polizia tagliò la gola ad una ragazza transgender.

## Riconoscimento delle relazioni omosessuali
A seguito delle pressioni della Corte suprema volte a garantire la parità legale alle persone LGBT, il governo, a partire dal 2008, ha iniziato ad emanare le prime leggi che favoriscono i cittadini omosessuali; nello stesso tempo è stato formato un comitato di saggi per esaminare la proposta di legalizzazione del matrimonio tra coppie dello stesso sesso. 
Secondo i media indiani un disegno di legge era in corso di elaborazione ed avrebbe dovuto essere introdotto entro il 2010.
Nella stesura della nuova costituzione la protezione delle minoranze sessuali doveva essere stabilita inequivocabilmente; tuttavia, a causa di disaccordi nei negoziati tra le varie forze politiche l'Assemblea costituente è stata sciolta nel 2012 in attesa di nuove elezioni. 
In conseguenza di ciò si è dovuta rinviare anche la stesura della carta fondamentale dello stato: nel frattempo però, nello stesso 2012, la suprema corte ha riconosciuto per la prima volta la relazione e convivenza tra due donne, nonostante gli sforzi compiuti dalla famiglia di una delle due di separarle: è stato pertanto permesso alla donna che aveva abbandonato il marito di continuare la sua vita assieme alla propria amante, così come lei desiderava.

## Diritti transgender
Durante il censimento nazionale condotto nel 2011 l'ufficio centrale di statistica ha ufficialmente riconosciuto l'esistenza di un terzo genere sessuale, oltre ai due biologici di nascita.

## Politica
Il Partito Comunista Unificato del Nepal (maoista) ha fatto numerose dichiarazioni omofobiche durante la guerra civile che aveva scatenato all'interno del paese: fino al 2007 i loro membri descrivevano l'omosessualità come "prodotto deviato del sistema capitalistico", che non avrebbe più ragion d'esser in uno stato socialista puro: le persone LGBT infatti "inquinano la società". 
Dal 2008, con la fine dello scontro armato e del tutto inaspettatamente, sempre più numerosi esponenti politici maoisti si sono scoperti sostenitori dei diritti LGBT esprimendosi a favore di garanzie legali nei loro confronti.

## Società e turismo
La Blue Diamond Society, organizzazione per i diritti umani fondata nel 2001 e la cui sede centrale è nella capitale Katmandu, si propone di rappresentare anche politicamente le persone LGBT in Nepal e fornir loro assistenza e consigli medici riguardanti le malattie sessualmente trasmissibili. 
Secondo tale associazione ancora oggi molti gay, lesbiche, bisessuali e transessuali subiscono a volte aggressioni, stupri, ricatti e minacce di morte, continuando ad essere duramente discriminati nel luogo di lavoro.
Il suo presidente Sunil Babu Pant aveva annunciato già nel 2009 l'intenzione del consiglio per il turismo di promuovere il Nepal come paese gay friendly di destinazione turistica a partire dall'anno seguente, grazie anche alla realizzazione di locali pubblici selezionati.

## Tabella riassuntiva
| Depenalizzazione degli atti sessuali tra persone dello stesso sesso                                                           | (dal 2007)                                                      |
| Equalizzazione dell'età del consenso                                                                                          | (dal 2007)                                                      |
| Leggi contro la discriminazione nei luoghi di lavoro                                                                          | (dal 2015)                                                      |
| Leggi anti-discriminazione nell'uso di beni e servizi                                                                         | (dal 2015)                                                      |
| Legislazione anti-discriminatoria in tutte le altre aree (inclusa la discriminazione indiretta e i discorsi e crimini d'odio) | (dal 2015)                                                      |
| Matrimonio omosessuale | (dal 2023)                                                      |
| Riconoscimento in unione civile delle coppie dello stesso sesso                                                               | (Dal 2023)                                                      |
| Adozione del figlio del partner (Stepchild adoption) per le coppie dello stesso sesso                                         | (in attesa della decisione da parte della corte costituzionale) |
| Adozione da parte di coppie dello stesso sesso                                                                                | (in attesa della decisione da parte della corte costituzionale) |
| Permesso per le persone LGBTI di servire apertamente nelle forze armate                                                       | (dal 2007)                                                      |
| Diritto di cambiare genere di appartenenza legalmente                                                                         | (dal 2007)                                                      |
| Opzione di appartenenza ad un terzo genere                                                                                    | (dal 2011)                                                      |
| Accesso alla fecondazione in vitro per le coppie lesbiche                                                                     | No                                                              |
| Maternità surrogata commerciale per le coppie gay                                                                             | No                                                              |
| Possibilità di donazione del sangue da parte degli uomini che hanno rapporti sessuali con altri uomini (MSM)                  | No                                                              |